# Micrathena guerini
Micrathena guerini is een spinnensoort in de taxonomische indeling van de wielwebspinnen (Araneidae).
Het dier behoort tot het geslacht Micrathena. De wetenschappelijke naam van de soort werd voor het eerst geldig gepubliceerd in 1864 door Eugen von Keyserling.